# André Thevet

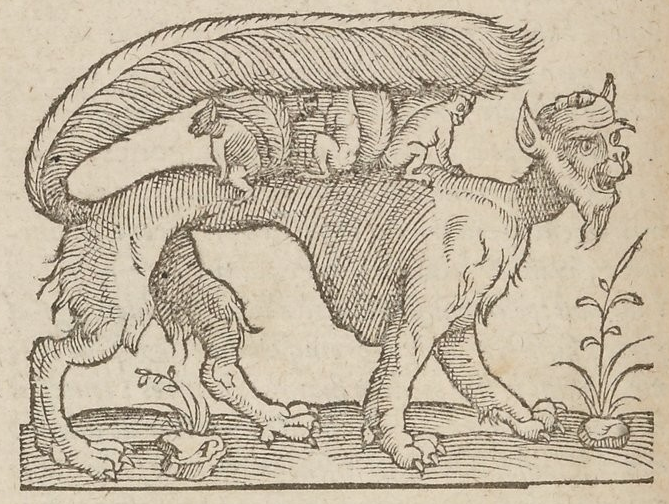
Criptídeo descrito por Thevet.

André Thevet (Angoulême, 1516 – Paris, 23 de novembro de 1592) foi um frade franciscano francês, explorador, cosmógrafo e escritor que viajou pelo Médio Oriente e a América do Sul no século XVI. Visitou o Brasil em 1555-1556, tendo publicado as suas observações na obra Les singularitez de la France Antarctique na qual compilou múltiplas fontes e a sua própria experiência no que pretendia ser um relato em primeira mão de suas experiências na France Antarctique, uma tentativa de fundar uma colónia francesa à entrada da baía de Guanabara, nas imediações da atual cidade do Rio de Janeiro, com ricas descrições dos povos ameríndios e da flora e fauna da região.

## Biografia
Thevet nasceu em Angoulême, no sudoeste da França. Aos dez anos de idade, entrou no convento dos Franciscanos de Angoulême. Visitou a Itália ao mesmo tempo que Guillaume Rondelet. Em 1549, graças ao apoio do cardeal Jean de Lorraine, embarcou numa longa viagem de exploração à Ásia Menor, Grécia, Rodes, Palestina e Egito. Nessa viagem acompanhou o embaixador francês Gabriel de Luetz a Istambul. Logo após o retorno a França, em 1554, publicou um relato da sua viagem sob o título Cosmographie du Levant.
Quase imediatamente após o seu regresso da expedição ao Levante, zarpou para o Rio de Janeiro (Brasil) como capelão da esquadra do vice-almirante Nicolas Durand de Villegaignon, que pretendia estabelecer uma colónia francesa perto do que é hoje a cidade do Rio de Janeiro, permanecendo em terras brasileiras de novembro de 1555 a janeiro de 1556, a observar a natureza e os indígenas da Baía de Guanabara.
Thevet chegou à Baía de Guanabara em 10 de novembro de 1555, mas só permaneceu na colónia durante cerca de 10 semanas antes de retornar à França. No seu regresso foi feito esmoler da rainha Catherine de' Medici. Estudioso de cosmografia e da cartografia, Thevet tornou-se cosmógrafo do rei Henrique II de França, a partir de 1558.
Logo após o seu regresso das Américas, Thevet escreveu a obra que intitulou Les singularitez de la France Antarctique, a qual foi publicada em Paris em 1557 (ou 1558), ilustrada com 41 xilogravuras. Embora supostamente baseado nas suas próprias experiências, com relatos em primeira mão, Thevet também usou fontes publicadas anteriores, bem como relatos verbais de outros exploradores e marinheiros e de indígenas canadianos que foram trazidos para a França. O uso por Thevet de uma variedade de fontes não impressas de outra forma, apesar dos consideráveis erros e contradições que podem ser encontrados na obra, levou a que sua obra continue valiosa para o estudo da etnografia tanto do leste do Canadá quanto do Brasil.
Les singularitez de la France Antarctique contém a primeira descrição em textos europeus de plantas como a mandioca, o abacaxi, o amendoim e o tabaco, bem como de animais como a arara, o bicho-preguiça e o tapir. O texto também inclui um relato de canibalismo, sendo uma das influências patentes no ensaio de Michel de Montaigne sobre os canibais.
Com esta obra Thevet foi o grande responsável pela vulgarização da expressão "França Antártica", referindo a experiência colonial francesa na baía da Guanabara. Na obra responsabiliza os huguenotes (calvinistas franceses) pelo fracasso na manutenção da colónia, posição que justificou a obra Histoire d'un voyage faict en la terre du Brésil, de autoria do calvinista Jean de Léry.
Thevet mais tarde chegou a acordo num processo judicial com outro estudioso que alegou ter sido o responsável pela redação da obra. Uma reedição de Les singularitez de la France Antarctique foi impressa em Antuérpia por Christophe Plantin em 1558, e uma edição em língua inglesa, intitulada The New Found World, or Antarctike, foi impressa em 1568.
Depois de Thevet ter sido nomeado cosmógrafo da corte francesa, compilou uma vasta obra, intitulada La cosmographie universelle d'André Thevet, cosmographe de Roy, com o objetivo de descrever todas as partes do mundo conhecido. Uma disputa surgiu com um colaborador, François de Belleforest, que deixou o emprego que Thevet lhe dera como redator para publicar em 1572 a sua própria obra (embora em colaboração com Sebastian Münster), também intitulada La Cosmographie universelle de tout le monde…, saída a público antes que o trabalho de Thevet aparecesse em 1575. A obra de Thevet, saída a público em quatro tomos e ilustrada com 228 gravuras, tem um dos tomos dedicado inteiramente aos índios tupinambás.
Em 1584, Thevet publicou uma coleção de biografias, intitulada Vrais pourtraits et vies des homes illustres. Ele deixou dois manuscritos não publicados. Um dos quais, intitulado Grand Insulaire, era um almanaque de ilhas; e o outro, intitulado Histoire de deux voyages, era um relato das suas viagens. Apesar de Thevet afirmar no Histoire de deux voyages ter acompanhado Guillaume Le Testu na viagem que este realizou à América em 1550, tal parece não ser verdade.
Para além de cosmógrafo real, Thevet foi também conservador do gabinete das curiosidades reais, e abade-titular da abadia de Masdion, em Saintonge.
Carl von Linné dedicou-lhe o género Thevetia, da família das Apocynaceae, a que pertence uma espécie a que Thevet consagrou uma gravura na sua obra Singularités de la France Antarctique. Aquela espécie é uma árvore que os ameríndios designavam por ahouai e que é agora conhecida por Thevetia ahouai.

## Obras
André Thevet é autor das seguintes obras:
- Cosmographie de Levant. Lyon, Ian de Tournes et Guil. Gazeau, 1554.
- Cosmographie de Levant, fac-similé de l'édition de Tournes, 1556, avec introduction, notes et variantes par Frank Lestringant (coll. « Travaux d'humanisme et de renaissance »), Genève, Droz, 1984, 224 + 232 p., pl., cartes.
- Les Singularitez de la France antarctique, autrement nommée Amérique, et de plusieurs terres et isles découvertes de nostre tems (1557). ilustrações na Gallica, Universidade da Virgínia, Gordon Collection.
- Les Singularitez de la France antarctique, reedição por Paul Gaffarel, Maisonneuve, Paris, 1880.
- edição fixada por Frank Lestringant (1997).  Editions Chandeigne, ed. Le Brésil d’André Thevet. Les singularités de la France Antarctique (1557) (em francês). [S.l.: s.n.]
- La cosmographie universelle d'André Thevet, illustrée de diverses figures des choses plus remarquables veuës par l'auteur (2 volumes, 1575). Illustrations sur Gallica et Texte sur Gallica
- Les vrais pourtraits et vies des hommes illustres grecz, latins et payens, recueilliz de leurs tableaux, livres, médalles antiques et modernes (9 volumes, 1584) tome 2 consultable sur  American Libraries
- Giulia Bogliolo Bruna, introduzione, traduzione e note delle Singolarità della Francia Antarctica di André Thevet (prefazione Frank Lestringant), Reggio Emilia, Diabasis, 247 p., 1997.
- Le grand Insulaire et pilotage d'André THEVET, Angoumoisin, cosmographe du Roy, dans lequel sont contenus plusieurs plants d'isles habitées et deshabitées et description d'icelles, 1586, Texte sur Gallica
- André Thevet (présentation et édition : Frank Lestringant (2011).  Chandeigne, ed. Le Brésil d’André Thevet. Col: Lusitane (em francês). Paris: [s.n.] 566 páginas. ISBN 978-2-915540-78-9.
- 1557/8 Les singularitez de la France Antarctique[11] (in English in 1568 as The New found worlde, or Antarctike)
- 1575 La Cosmographie Universelle d'Andre Thevet Cosmographe dv Roy. Illvstree de diverses figvres des choses plvs remarqvables veves par l'auteur, & incogneues de noz anciens & modernes, Paris, Pierre l'Huilier.
- 1584 Vrais pourtraits et vies des homes illustres
- MS: Grand Insulaire,
- MS Histoire de deux voyages